# Wologda (Fluss)
Die Wologda (russisch Вологда) ist ein rechter Nebenfluss der Suchona in der russischen Oblast Wologda.
Sie hat ihre Quelle im Westen des Rajon Wologda. Von dort fließt sie in nördlicher Richtung, erreicht den Rajon Scheksna, wendet sich anschließend nach Südwesten und kehrt in den Rajon Wologda zurück. Das Tal der Wologda ist stark besiedelt. Oberhalb der Stadt Wologda nimmt der Fluss die Toschnja von rechts auf und wendet sich nach Osten. Nach Durchfließen der Stadt fließt der Fluss in nordöstlicher Richtung, passiert dabei eine wenig besiedelte Sumpflandschaft und erreicht schließlich bei der Siedlung Ust-Wologdskoje die Suchona. 
Die Wologda hat eine Länge von 155 km und besitzt ein Einzugsgebiet von 3030 km².